# PAXX
PAXX (англ. PAXX, non-homologous end joining factor) – білок, який кодується однойменним геном, розташованим у людей на 9-й хромосомі. Довжина поліпептидного ланцюга білка становить 204 амінокислот, а молекулярна маса — 21 640.
| 10         |  | 20         |  | 30         |  | 40         |  | 50         |
| ---------- |  | ---------- |  | ---------- |  | ---------- |  | ---------- |
| MDPLSPPLCT |  | LPPGPEPPRF |  | VCYCEGEESG |  | EGDRGGFNLY |  | VTDAAELWST |
| CFTPDSLAAL |  | KARFGLSAAE |  | DITPRFRAAC |  | EQQAVALTLQ |  | EDRASLTLSG |
| GPSALAFDLS |  | KVPGPEAAPR |  | LRALTLGLAK |  | RVWSLERRLA |  | AAEETAVSPR |
| KSPRPAGPQL |  | FLPDPDPQRG |  | GPGPGVRRRC |  | PGESLINPGF |  | KSKKPAGGVD |
| FDET       |  |            |  |            |  |            |  |            |

A: Аланін

C: Цистеїн

D: Аспарагінова кислота

E: Глутамінова кислота

F: Фенілаланін

G: Гліцин

I: Ізолейцин

K: Лізин

L: Лейцин

M: Метіонін

N: Аспарагін

P: Пролін

Q: Глутамін

R: Аргінін

S: Серин

T: Треонін

V: Валін

W: Триптофан

Кодований геном білок за функцією належить до фосфопротеїнів. 
Задіяний у таких біологічних процесах, як пошкодження ДНК, репарація ДНК, альтернативний сплайсинг. 
Локалізований у ядрі.